# Susan Albánská
Susan Cullen-Ward (28. ledna 1941, Sydney – 17. července 2004, Tirana) byla korunní princeznou a manželkou Leky, korunního prince Albánie.

## Život
Narodila se 28. ledna 1941 v Sydney jako dcera Alana Roberta a jeho manželky Phyllis Dorothei Cullen-Wardových. Byla prapravnučkou Thomase Lodge Murray-Priora, australského politika. Studovala na Presbyterian Ladies' College v Orange a poté na Sydney Technical College.
Roku 1965 se vdala za Ricka Williamse s kterým se rozvedla roku 1970.
Na jednom večírku v Sydney se potkala s Lekou, korunním princem Albánie, jediným dítětem krále Zoga I. Zasnoubili se a roku 1975 v Biarritzu byli oddáni. Církevní obřad proběhl v Madridu. Australské úřady jí odmítly uznat jako královnu ale když byl ministrem zahraničí Andrew Peacock, vydal jí pas na jméno "Susan Cullen Ward, známá jako královna Susan". Po svatbě s Lekou měla bouřlivý život. Stěhovali se z jedné zemi do druhé a neměli nikde trvalý pobyt. V prvních několika letech manželství žili ve Španělsku. Později se usadili v Republice Rhodesie (dnes Zimbabwe). Po nastolení vlády Roberta Mugabeho se pár opět odstěhoval, tentokrát do Jihoafrické republiky, kde se jim roku 1982 narodil syn Leka. Když se pár zdržoval v Rhodesii narodila se jim mrtvá dcera.
Zemřela 17. července 2004 v Tiraně na rakovinu plic. Pohřbena je v kapli ležící u Tirany.